# Клещи (фильм)
«Клещи́» (англ. Ticks) — американский фильм ужасов 1993 года.

## Сюжет
Наркоторговец Джарвис Таннер использует стероиды для выращивания растений марихуаны. Отходы от его операции привели к мутации местных клещей. Тайлера Бернса отправляют присоединиться к проекту «Дикая природа в центре города», возглавляемому Холли Ламберт и Чарльзом Дэнсоном. Тайлер знакомится со своими товарищами по лагерю Даррелом «Паником» Ламли, дочерью Чарльза Мелиссой, Диди Дэвенпорт, Ромом Эрнандесом и Келли Мишимото.
Они заходят в магазин за припасами. Находясь там, Мелисса сталкивается с Сэром и Джерри, двумя местными жителями. Джерри пристает к Мелиссе, но Сэр велит ему оставить ее в покое. Хомячок Джарвиса убит клещом. Когда Джарвис проводит расследование, на него нападает клещ, прежде чем он попадает в медвежий капкан, и на него падает несколько яиц клещей.
Группа прибывает в лагерь. Находясь в своей каюте, Тайлер, Паник и Ром обнаруживают яйцо клеща, которое Тайлер уничтожает. Во время прогулки на Мелиссу нападает клещ, от которого Тайлер ее отбивает. Когда Тайлер и Мелисса сообщают об этом Чарльзу, он увольняет их. На собаку Паника Брута нападает и убивает другой клещ. Расстроенный, Паник покидает лагерь. Тайлер отвозит тело Брута к ветеринару, который обнаруживает внутри Брута клеща. Клещ, все еще живой, бегает по комнате, пока ветеринар не убивает его.
Паник, во время прогулки по лесу, подвергается нападению клеща. Он стаскивает с себя большую часть, но его головка зарывается в него. Во время рыбалки Келли и Мелисса обнаруживают труп шерифа Паркера. Диди находит Джарвиса, который лишился ног, и в нем поселились клещи. Джарвис попадает в другой медвежий капкан, и его лицо взрывается, в результате чего клещ вцепляется в Диди, но Тайлер убивает его. Паник натыкается на ферму Сэра и Джерри по выращиванию марихуаны, и Сэр стреляет в Паника, чем случайно взрывает баллон с пропаном, вызывая лесной пожар.
Группа укрывается от бушующего пожара в хижине. Чарльз впускает Сэра и Джерри внутрь, но прибывает раненый Паник и сообщает группе, что Сэр выстрелил в него перед смертью. Сэр стреляет в Чарльза, в то время как Джерри пытается завладеть фургоном. Клещ убивает Джерри, который врезается на машине в хижину, ранив Сэра. Большой клещ вылезает из трупа Паника и терзает Сэра. Тайлер ведет фургон за окном, но большой клещ нападает на Рома. Тайлер поджигает его, убивая, и выжившие возвращаются в цивилизацию. На свалке из-под фургона выпадает пульсирующее яйцо клеща.

## Производство
Съёмки фильма проходили в окрестностях Биг-Бэр-Лейк, Калифорния.